# Стамфорд
Стамфорд (енгл. Stamford) град је у САД у савезној држави Конектикат, у округу Ферфилд. По попису становништва из 2020. у њему је живело 135.470 становника, па је стога четврти по величини град у Конектикату и осми по величини у Новој Енглеској.

## Историја
Стамфорд је био познат под именом Рипоам (по Индијанцима који су живели у овом крају). Такође једни од првих Европљана на америчком континенту су дошли у овај регион. Име града је касније промењено у Стамфорд. До 18. века индустрија овог града је углавном била смештена у близини воде, због близине Њујорку.
1692. Стамфорд је било место мање познато по суђењу вештица од оног у Сејлему, које се такође било 1692. Оптужбе су биле мање фанатичне и у мањем омеру али су такође ојачале кроз трач и хистеричност.
Од краја 19. века Њујорчани су почели градити летниковце на обали, па је чак било и оних који су се трајно пресељавали у Стамфорд, а на Менхетн су ишли возом. Стамфорд је 1893. постао део Њујорка.
Кампања масовне урбане обнове, која је започела шездесетих а врхунац достигла седамдесетих разултирала је многим високим пословним зградама у центру града. Ф. Д. Рич Компанија је била градски означена за реконструкцију града у току пројекта обнове који је био споран. Компанија је изградила највишу градску грађевину, Ван Ландмарк Сквер која је имала 21 спрат, те зграде: Ван Стамфорд Форум, Мариот Хотел, Стамфорд Таун Сентр и многе друге зграде у центру града. Ван Ландмарк Сквер је надвишена новом тридесетпетоспратницом Трамп Парк торњем и ускоро ће бити од ње виши и Риц Халтон Хотел и Резиденција развоја, као други пројект компаније Рич у сарадњи са предузећем Капели. Током година и други градитељи су се придружили изградњи зграда у центру града.

## Географија
Стамфорд се налази у југозападном делу Конектиката. Налази се на надморској висини од 7 m.

### Клима
У овом граду је влажна суптропска клима (Кепенова класификација климата). Просечна температура је 16,9 °C, а просечна зимска температура је 4,8 °C. Највиша температура икад измерена у овом граду измерена је 2001, а износила је 40 °C. Најнижа температура у овом граду је измерена 1982, а износила је -27,8 °C. Најтоплији месец у години је јул. Јануар је најхладнији месец у години. Највише падавина има у мају. Просечна количина падавина од новембра до марта је 543 mm. Током зимских месеци снежне падавине су реткост у северном делу града.
| Клима Стамфорда            | Клима Стамфорда | Клима Стамфорда | Клима Стамфорда | Клима Стамфорда | Клима Стамфорда | Клима Стамфорда | Клима Стамфорда | Клима Стамфорда | Клима Стамфорда | Клима Стамфорда | Клима Стамфорда | Клима Стамфорда | Клима Стамфорда |
| Показатељ \ Месец          | .Јан.           | .Феб.           | .Мар.           | .Апр.           | .Мај.           | .Јун.           | .Јул.           | .Авг.           | .Сеп.           | .Окт.           | .Нов.           | .Дец.           | .Год.           |
| -------------------------- | --------------- | --------------- | --------------- | --------------- | --------------- | --------------- | --------------- | --------------- | --------------- | --------------- | --------------- | --------------- | --------------- |
| Средњи максимум, °C (°F)   | 3,3 (37,9)      | 5 (41)          | 10 (50)         | 16,7 (62,1)     | 22,8 (73)       | 27,2 (81)       | 29,4 (84,9)     | 28,3 (82,9)     | 24,4 (75,9)     | 18,3 (64,9)     | 11,7 (53,1)     | 5,6 (42,1)      | 16,7 (62,1)     |
| Средњи минимум, °C (°F)    | −7,2 (19)       | −6,1 (21)       | −1,7 (28,9)     | 3,3 (37,9)      | 8,3 (46,9)      | 13,3 (55,9)     | 16,7 (62,1)     | 16,1 (61)       | 11,7 (53,1)     | 5,6 (42,1)      | 1,1 (34)        | −3,9 (25)       | 5 (41)          |
| Количина падавина, mm (in) | 114,3 (45)      | 84,3 (33,19)    | 119,4 (47,01)   | 114,6 (45,12)   | 126,2 (49,69)   | 110 (43,3)      | 103,9 (40,91)   | 108,2 (42,6)    | 122,4 (48,19)   | 112,3 (44,21)   | 116,3 (45,79)   | 109 (42,9)      | 1,34 (0,528)    |
| Извор: World Weather       |                 |                 |                 |                 |                 |                 |                 |                 |                 |                 |                 |                 |                 |

## Демографија
Према попису становништва из 2010. у граду је живело 122.643 становника, што је 5.560 (4,7%) становника више него 2000. године.
|                   | 2010.            | 2000.            |
| Укупно            | 122 643 (100,0%) | 117 083 (100,0%) |
| Белци             | 65 406 (53,33%)  | 71 610 (61,16%)  |
| Хиспаноамериканци | 29 188 (23,80%)  | 19 635 (16,77%)  |
| Афроамериканци    | 17 061 (13,91%)  | 18 019 (15,39%)  |
| Азијати           | 9 675 (7,889%)   | 5 856 (5,002%)   |
| Остали            | 1 313 (1,071%)   | 1 963 (1,677%)   |

Густина насељености Стамфорда је 1.197,5 ст./km².
Становништво је било раширено по старости. 22,1% је било млађе од 18 година, 7,4% је било између 18 и 24 година, 35% између 25 и 44 година, 21,7% између 45 и 64 година, и 13,8% са 65 или више година. Средња старост је била 36 година. На сваких 100 жена било је 93,7 мушкараца; на сваких 100 жена старих 18 или више година, било је 90,9 мушкараца.
Становништво Стамфорда спада међу најобразованије у САД. Девет од десет становника су завршили средњу школу. 45% су дипломирали или су имали виши степен образовања.
Према процени из 2007. у граду је живело 118.475 становника. Било је 47.755 стамбених јединица према процени из 2005. Средња старост од 39,3 је била незнатно виша него у остатку САД где је износила 36,4. Расни састав града је био 64,2% белаца, 19,7% Хиспанаца, 15,4% црнаца или Афроамериканаца, 6,2% азијата, 13,2% других раса, и 1,7% из једне или више раса. Један од три становника су рођени ван државе. Стране језике говори 40% становништва. Италијани чине 16,9% станонвиштва, Ирци 10,5%, Немци 6,6%, Пољаци 5,6%, а Руси чине 3,1% популације Стамфорда.
Било је 47.317 стамбених јединица са просечном густином од 484 јединица по км². Од 45.399 домаћинстава 28,7% је имало децу испод 18 година који су живели са њима, 48,5% су били парови супружника који живе заједно, 11,5% су имале женску главу породице без присутног супружника, док 36,2% нису биле породице. 28,7% домаћинстава су чинили појединци, а 9,8% је имало некога старог 65 или више година ко је живео сам. Просечна величина домаћинства је била 2,54, а просечна величина породице је била 3,13.
Проценом из 2007. установљено је да су средња годишња примања домаћинства у град убила $ 72.315, док су средња годишња примања за породицу била $ 88.205. Мушкарци су имали средња примања од $48.386, а жене $36.958. Примања по глави становника су била $34.987. Приближно 5,4% породица и 7,9% становништва је било испод границе сиромаштва, укључујући и 8,7% оних испод 18 година и 9,7% оних старих 65 и више година.
| Година | Становништво |
| ------ | ------------ |
| 1900   | 18.839       |
| 1910   | 28.836       |
| 1920   | 40.067       |
| 1930   | 56.765       |
| 1940   | 61.215       |
| 1950   | 74.293       |
| 1960   | 92.713       |
| 1970   | 108.798      |
| 1980   | 102.453      |
| 1990   | 108.056      |
| 2000   | 117.083      |

## Градови побратими и партнери
Стамфорд има потписан протокол о сарадњи са следећим градовима:
- Афула
- Минтурно
- Сетефрати
- Спарта
- Лима
- Џаџмау